# Highway Getaway: Police Chase
Highway Getaway: Police Chase es un videojuego de carreras sin fin desarrollado por Invictus Games y publicado por Vivid Games para iOS y Android.

## Jugabilidad
Highway Getaway: Police Chase es un juego de carreras sin fin donde se conduce fuera de control atrapado en una persecución a alta velocidad con los autos de policía más rápidos de la ciudad. Se enciende el nitro, se evita el tráfico y se recoge dinero mientras se corre por la ciudad. Los controles están basados en tocar o deslizar.
Se corre a través de 200 misiones de conducción. Hay que repostar sobre la marcha, esquivar los bloqueos policiales y tomar el escurridizo camión de dinero para cobrar. Cuanto más buscado se es, más dinero se gana.
Se puede elegir entre 10 autos de escape diferentes, desde autos deportivos hasta camionetas. A medida que se sube de nivel y se recolecta dinero, se desbloquean apariencias personalizadas para personalizar el automóvil. También se puede usar el dinero para desbloquear impulsos y potenciadores como nitro para dejar atrás a cualquier coche de policía o llaves inglesas para arreglar el coche de carreras sobre la marcha.
También se puede optar por ser policía y estar del lado correcto de la ley, perseguir a los más buscados y llevarlos ante la justicia.
Las tablas de clasificación en línea de Highway Getaway con integración de Facebook permiten llegar a la cima y competir contra amigos y las tablas de clasificación globales.